# Robert Valentine
Robert Valentine, o Roberto Valentino, o Valentini (Leicester, 1671 circa – Roma, 26 maggio 1747), è stato un musicista e compositore inglese naturalizzato italiano.

## Vita
Robert nacque nel 1671 e venne battezzato il 16 gennaio 1673 o 1674, figlio di Thomas Follentine, "Town musician" a Leicester a partire dal 1670 circa e che lavorava affiancato dai figli Henry e Thomas. Rimase in patria molto probabilmente sino al compimento del ventunesimo anno d'età, quando, per motivi sconosciuti emigrò in Italia stabilendosi a Roma. Nel settembre del 1701 si sposò nella parrocchia di S. Andrea delle Fratte con la romana Giulia Bellatti, dalla quale ebbe 9 figli, di cui solo 3 sopravvissero ai genitori.
Morì a Roma il 26 maggio 1747, soli 12 giorni dopo la morte della moglie, e non nella nativa Inghilterra come si riteneva sino a pochi anni or sono.

## Stile
Roberto Valentino (questo il nome con cui veniva conosciuto dopo la sua stabilizzazione a Roma) viene normalmente conosciuto come autore per flauto dolce, strumento nel quale eccelleva come esecutore, assieme all'oboe e al violino. La sua opera, essenzialmente di carattere strumentale, si rivolge in particolare al flauto dolce, con varie raccolte di sonate, alla sonata in trio per due violini e basso, alla sonata solistica per oboe e per violino, al Concerto grosso. Dopo una iniziale adesione quasi totale allo stile corelliano, si affrancò gradatamente dal grande fusignanese per abbracciare, in particolare nelle ultime raccolte di sonate pubblicate nel nord Europa, gli stilemi del nascente stile galante.